# Nuoto ai Giochi della XIX Olimpiade - Staffetta 4x100 metri misti maschile
La competizione della staffetta 4x100 metri misti maschili di nuoto ai Giochi della XIX Olimpiade si è svolta il 26 ottobre 1968 alla Piscina Olímpica Francisco Márquez di Città del Messico.

## Programma
| Data            | Round      | Note                           |
| --------------- | ---------- | ------------------------------ |
| 26 ottobre 1968 | 2 Batterie | I migliori 8 tempi alla finale |
| 26 ottobre      | Finale     |                                |

## Risultati

### Batterie
| Pos. | Nazione          | Atleti                                                               | Totale | Pos F |
| ---- | ---------------- | -------------------------------------------------------------------- | ------ | ----- |
| 1    | Giappone         | Kishio Tanaka Nobutaka Taguchi Satoshi Maruya Kunihiro Iwasaki       | 4'04"3 | 3 Q   |
| 2    | Unione Sovietica | Viktor Mazanov Nikolaj Pankin Yury Suzdaltsev Sergey Gusev           | 4'04"8 | 5 Q   |
| 3    | Canada           | Jim Shaw Bill Mahony Tom Arusoo Sandy Gilchrist                      | 4'06"0 | 7 Q   |
| 4    | Argentina        | Leonardo Baremboin Alberto Forelli Luis Nicolao Carlos van der Maath | 4'08"4 | 10    |
| 5    | Ungheria         | László Cseh, Sr. Sándor Szabó István Szentirmay Gábor Kucsera        | 4'08"8 | 11    |
| 6    | Brasile          | César Filardi José Sylvio Fiolo João Lima Neto José Roberto Aranha   | 4'11"1 | 14    |

| Pos. | Nazione        | Atleti                                                          | Totale | Pos F |
| ---- | -------------- | --------------------------------------------------------------- | ------ | ----- |
| 1    | Stati Uniti    | Ronald Mills Chet Jastremski Carl Robie Don Schollander         | 4'03"4 | 1 Q   |
| 2    | Germania Est   | Roland Matthes Egon Henninger Horst-Günter Gregor Frank Wiegand | 4'04"1 | 2 Q   |
| 3    | Germania Ovest | Reinhard Blechert Gregor Betz Lutz Stoklasa Wolfgang Kremer     | 4'04"7 | 4 Q   |
| 4    | Svezia         | Hans Tegeback Thomas Johnsson Bo Westergren Lester Eriksson     | 4'12"2 | 15    |
| 5    | Filippine      | Tony Asamali Amman Jalmaani Leroy Goff Roosevelt Abdulgafur     | 4'15"7 | 16    |
| 6    | Svizzera       | Gerald Evard Nicolas Gilliard Ayis Capéronis Pano Capéronis     | 4'20"6 | 17    |
| 7    | Porto Rico     | Francisco Ramis José Ferraioli Gary Goodner Jorge González      | 4'27"6 | 18    |

| Pos. | Nazione       | Atleti                                                            | Totale | Pos F |
| ---- | ------------- | ----------------------------------------------------------------- | ------ | ----- |
| 1    | Australia     | Karl Byrom Ian O'Brien Robert Cusack Michael Wenden               | 4'04"8 | 5 Q   |
| 2    | Spagna        | Santiago Esteva José Durán Arturo Lang-Lenton José Antonio Chicoy | 4'06"8 | 8 Q   |
| 3    | Gran Bretagna | Joseph Jackson Roger Roberts Martyn Woodroffe Robert McGregor     | 4'07"7 | 9     |
| 4    | Messico       | José Joaquín Santibáñez Felipe Muñoz Mario Santibáñez Rafaél Cal  | 4'10"0 | 12    |
| 5    | Italia        | Franco Del Campo Massimo Sacchi Antonio Attanasio Pietro Boscaini | 4'10"3 | 13    |

### Finale
| Pos.    | Nazione          | Atleti                                                            | Totale | Pos F           |
| ------- | ---------------- | ----------------------------------------------------------------- | ------ | --------------- |
| Oro     | Stati Uniti      | Charles Hickcox Don McKenzie Douglas Russell Kenneth Walsh        | 3'54"9 | Record mondiale |
| Argento | Germania Est     | Roland Matthes Egon Henninger Horst-Günter Gregor Frank Wiegand   | 3'57"5 |                 |
| Bronzo  | Unione Sovietica | Jurij Hromak Vladimir Kosinskij Vladimir Nemšilov Leonid Il'ičëv  | 4'00"7 |                 |
| 4       | Australia        | Karl Byrom Ian O'Brien Robert Cusack Michael Wenden               | 4'00"8 |                 |
| 5       | Giappone         | Kishio Tanaka Nobutaka Taguchi Satoshi Maruya Kunihiro Iwasaki    | 4'01"8 |                 |
| 6       | Germania Ovest   | Reinhard Blechert Gregor Betz Lutz Stoklasa Wolfgang Kremer       | 4'05"4 |                 |
| 7       | Canada           | Jim Shaw Bill Mahony Tom Arusoo Sandy Gilchrist                   | 4'07"3 |                 |
| 8       | Spagna           | Santiago Esteva José Durán Arturo Lang-Lenton José Antonio Chicoy | 4'08"8 |                 |